# Prehistorik
Prehistorik – komputerowa gra zręcznościowa, wydana w 1991 roku przez firmę Titus Interactive. W 1993 roku doczekała się kontynuacji – Prehistorik 2. W grze, opowiadającej o przygodach jaskiniowca, zastosowano rysunkową grafikę w rozdzielczości VGA.

## Rozgrywka
Głównymi celami gracza są:
- przejście etapu mieszcząc się w limicie czasu
- zebranie określonej ilości pożywienia

W grze znalazło się:
- siedem etapów prowadzących przez wyspę, lodowiec, las oraz wulkan.
- kilka typów przeciwników